# Camaricus maugei
Camaricus maugei es una especie de araña cangrejo del género Camaricus, familia Thomisidae. Fue descrita científicamente por Walckenaer en 1837.

## Distribución
Esta especie se encuentra Asia, desde India a Vietnam e Indonesia (Sumatra, Java, Krakatoa).

## Tratamiento taxonómico
La especie aparece registrada y publicada en Histoire naturelle des insectes. Aptères. Tome premier. Roret, Paris 682 pp., pl. 1–15.